# Волт Белламі
Волт Белламі (англ. Walt Bellamy, 24 липня 1939 — 2 листопада 2013) — американський баскетболіст.
Олімпійський чемпіон 1960 року.